# Sautron
Sautron est une commune de l'Ouest de la France, située dans l'agglomération nantaise, dans le département de la Loire-Atlantique, en région Pays de la Loire.

## Géographie

### Situation
Les communes limitrophes sont Vigneux-de-Bretagne, Orvault, Saint-Herblain et Couëron.
Selon le classement établi par l'Insee, Sautron est une commune urbaine, une des 24 communes de banlieue de l'unité urbaine de Nantes ; elle fait donc partie de l'aire urbaine de Nantes et de l'espace urbain de Nantes-Saint-Nazaire (cf. Liste des communes de la Loire-Atlantique).
La ville s’étend sur un peu plus de 17 km2.

### Transports
La ville de Sautron est desservie par la ligne 69 du réseau TAN et par la ligne 320 du réseau régional Aléop.

### Climat
Pour des articles plus généraux, voir Climat des Pays de la Loire et Climat de la Loire-Atlantique.
En 2010, le climat de la commune est de type climat océanique franc, selon une étude du CNRS s'appuyant sur une série de données couvrant la période 1971-2000. En 2020, Météo-France publie une typologie des climats de la France métropolitaine dans laquelle la commune est exposée à un climat océanique et est dans la région climatique Bretagne orientale et méridionale, Pays nantais, Vendée, caractérisée par une faible pluviométrie en été et une bonne insolation.
Pour la période 1971-2000, la température annuelle moyenne est de 11,9 °C, avec une amplitude thermique annuelle de 13,5 °C. Le cumul annuel moyen de précipitations est de 806 mm, avec 12,4 jours de précipitations en janvier et 6,4 jours en juillet. Pour la période 1991-2020, la température moyenne annuelle observée sur la station météorologique de Météo-France la plus proche, « Nantes-Bouguenais », sur la commune de Bouguenais à 10 km à vol d'oiseau, est de 12,7 °C et le cumul annuel moyen de précipitations est de 819,5 mm,. Pour l'avenir, les paramètres climatiques de la commune estimés pour 2050 selon différents scénarios d'émission de gaz à effet de serre sont consultables sur un site dédié publié par Météo-France en novembre 2022.

## Urbanisme

### Typologie
Au 1er janvier 2024, Sautron est catégorisée ceinture urbaine, selon la nouvelle grille communale de densité à sept niveaux définie par l'Insee en 2022.
Elle appartient à l'unité urbaine de Nantes, une agglomération intra-départementale regroupant 22  communes, dont elle est une commune de la banlieue,,. Par ailleurs la commune fait partie de l'aire d'attraction de Nantes, dont elle est une commune de la couronne,. Cette aire, qui regroupe 116 communes, est catégorisée dans les aires de 700 000 habitants ou plus (hors Paris),.

### Morphologie urbaine
Le territoire communal s'articule autour de l'ancienne route nationale reliant Nantes à Vannes, devenue route départementale 965. Le centre-ville s'est développé autour de cet axe avec de nombreux commerces, la Halle de la Linière, la Gendarmerie, les services municipaux et toutes les infrastructures communales (deux écoles publiques, une école privée et de nombreux équipements sportifs, associatifs et culturels).
Au Nord et au Sud de cet axe, l'urbanisme est en grande majorité pavillonnaire et résidentiel, parsemé de grands espaces verts. Le Nord du territoire est rural. La vallée du Cens accueille encore sept exploitations agricoles, et plusieurs sentiers de randonnée ont été aménagés, offrant ainsi de nombreuses possibilités de balades à pied et à vélo.

### Occupation des sols
L'occupation des sols de la commune, telle qu'elle ressort de la base de données européenne d’occupation biophysique des sols Corine Land Cover (CLC), est marquée par l'importance des territoires agricoles (68,5 % en 2018), en diminution par rapport à 1990 (72,1 %). La répartition détaillée en 2018 est la suivante : 
zones agricoles hétérogènes (51,2 %), zones urbanisées (22,2 %), prairies (16,2 %), forêts (5 %), zones industrielles ou commerciales et réseaux de communication (2,3 %), espaces verts artificialisés, non agricoles (2 %), terres arables (1,1 %). L'évolution de l’occupation des sols de la commune et de ses infrastructures peut être observée sur les différentes représentations cartographiques du territoire : la carte de Cassini (XVIIIe siècle), la carte d'état-major (1820-1866) et les cartes ou photos aériennes de l'IGN pour la période actuelle (1950 à aujourd'hui).

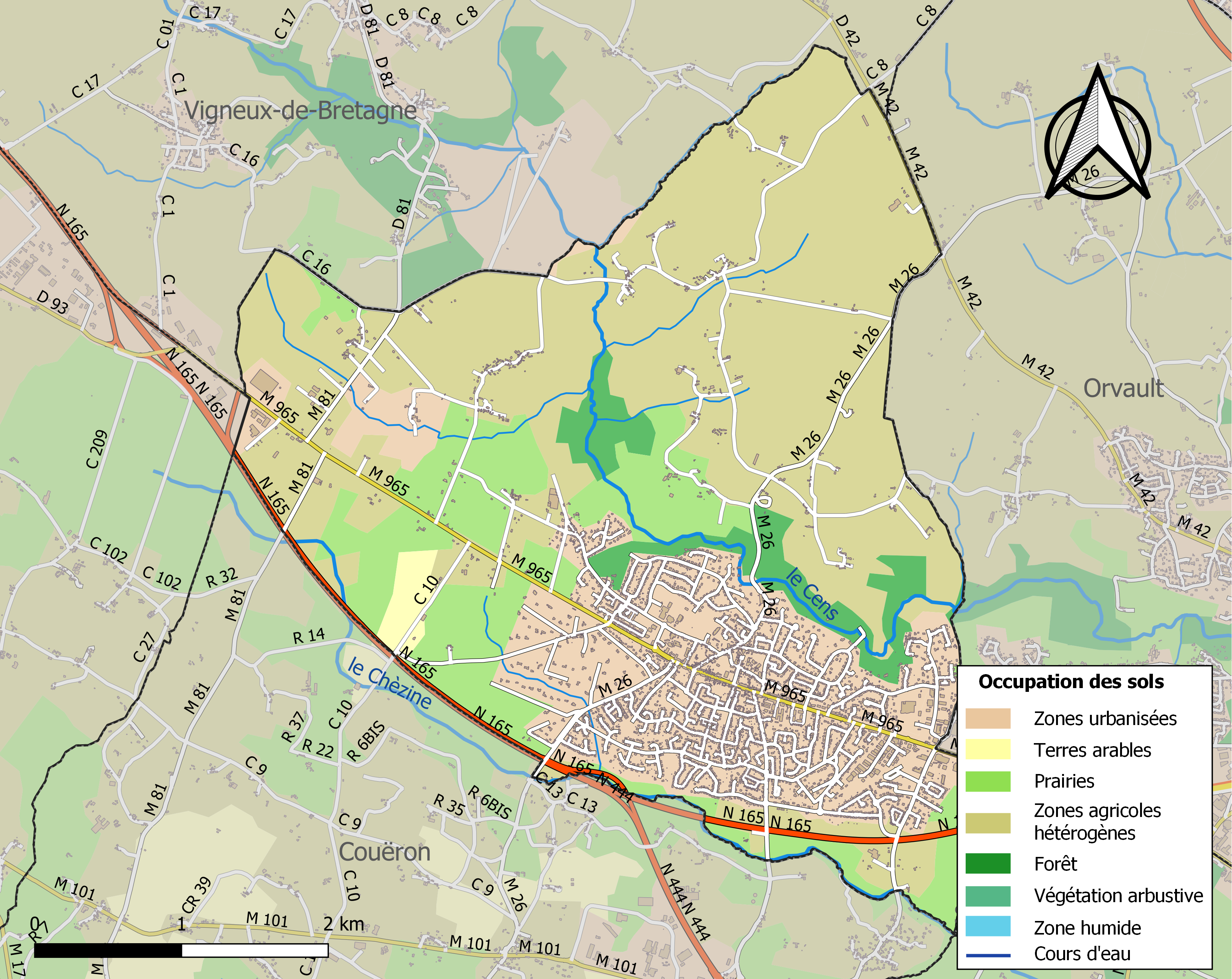
Carte des infrastructures et de l'occupation des sols de la commune en 2018 (CLC).

## Histoire
Sautron n'est cité, par les historiens, qu'en 1025, au sujet de sa forêt.
Au XIe siècle, le comte Budic et son épouse Adois donnèrent le domaine de Bois-Garand à un monastère de femmes, afin d'y construire un prieuré pour disposer d'un service religieux convenable lors de ses parties de chasse à courre.
François II aurait fait édifier en 1464 à Bongarant une chapelle en granit, entourée d'un cimetière, qu'il dédia à la Vierge en raison d'une guérison miraculeuse, à la suite d'un grave accident de chasse.
Vincent Charron, un membre du clergé de la cathédrale de Nantes, écrit dans son livre (publié vers 1637), que : « François, second du nom, Duc de Bretagne, fit bâtir, auprès de la forêt de Sautron, qui est à deux lieues de Nantes, une très belle chapelle en l'honneur de la Sainte Vierge, Mère de Dieu, à laquelle il était fort dévôt afin d'y entendre toujours la Sainte Messe lorsqu'il allait à la chasse de ce côté-là ».
Le 6 juin de l'an 1464 (ou 1474, d'après le recteur Domallain), le Coadjuteur de Rennes, portant le titre d'évêque de Sinople, inaugura la chapelle: car le Duc François II était en désaccord avec l'évêque de Nantes.
Au début, le prieuré se nommait « Boyas-Garand ». Puis, au fil des siècles, son nom s'est transformé en « Boisgondran », « Bois-Garand » puis enfin « Bongarant ».
Parmi les  pèlerins venus à Bongarant, on peut citer Charles, duc de Berry, frère de Louis XI, qui y passa en juin 1467 et Anne de Bretagne, fille de François II.
Autour de la chapelle naîtra un village, et, tout près, le Bois-Thoreau (ou « Boistaureau »), qui restera propriété du duc de Bretagne jusqu'en 1492.
La forêt de Sautron a commencé alors à reculer, mais Jean V le Sage, François Ier, Pierre II, Arthur III et François II y auront sans doute chassé.
À la mort de la duchesse Anne de Bretagne au château de Blois, le 9 janvier 1514, la Bretagne indépendante disparut et Sautron devient alors un diocèse, car la paroisse appartenait à l'évêque de Nantes. En réalité, c'est depuis 1275 déjà et jusqu'en 1790, que Sautron appartient à l'évêque.

## Toponymie
La localité est attestée sous la forme Salterona et Salterona dès 1123, puis sous celle de Sautron en 1277, et Saultron en 1486.
En gallo, le nom de la commune se prononce [saʊtʁɔ̃] et s'écrit Saotron ,.
La forme bretonne proposée par l'Office public de la langue bretonne est Saotron.

## Politique et administration

### Situation administrative
Sautron appartient au canton de Saint-Herblain-1 formé des communes de Couëron (issue de l'ancien canton de Saint-Étienne-de-Montluc) et de Sautron (issue de l'ancien canton d'Orvault), ainsi que de l'ancien canton de Saint-Herblain-Ouest-Indre (formée des communes d'Indre et de l'ouest de celle de Saint-Herblain). Il est entièrement inclus dans l'arrondissement de Nantes. Le bureau centralisateur est situé à Saint-Herblain. Depuis mars 2015, Hervé Corouge et Carole Grelaud sont les conseillers départementaux.
La commune est rattachée à l'arrondissement de Nantes et à la 1re circonscription de la Loire-Atlantique, dont le député est Mounir Belhamiti depuis 2022.

### Intercommunalité
La commune est membre de la métropole Nantes Métropole. Elle dépend du pôle Erdre-et-Cens qui administre un territoire bordé par le Cens au sud et l'Erdre au nord-ouest, et qui couvre les communes de La Chapelle-sur-Erdre, Orvault, Sautron, et le quartier Nantes Nord.

### Jumelage
La commune est jumelée avec Machen, Pays de Galles, Royaume-Uni.

## Population et société

### Démographie

#### Évolution démographique
L'évolution du nombre d'habitants est connue à travers les recensements de la population effectués dans la commune depuis 1793. Pour les communes de moins de 10 000 habitants, une enquête de recensement portant sur toute la population est réalisée tous les cinq ans, les populations de référence des années intermédiaires étant quant à elles estimées par interpolation ou extrapolation. Pour la commune, le premier recensement exhaustif entrant dans le cadre du nouveau dispositif a été réalisé en 2007.

En 2022, la commune comptait 8 534 habitants, en évolution de +7,82 % par rapport à 2016 (Loire-Atlantique : +6,68 %, France hors Mayotte : +2,11 %).
| 1793 | 1800 | 1806 | 1821 | 1831 | 1836 | 1841 | 1846  | 1851  |
| ---- | ---- | ---- | ---- | ---- | ---- | ---- | ----- | ----- |
| 919  | 835  | 977  | 867  | 930  | 953  | 925  | 1 003 | 1 035 |

| 1856  | 1861  | 1866  | 1872 | 1876 | 1881 | 1886  | 1891  | 1896  |
| ----- | ----- | ----- | ---- | ---- | ---- | ----- | ----- | ----- |
| 1 025 | 1 018 | 1 062 | 992  | 999  | 990  | 1 127 | 1 067 | 1 061 |

| 1901  | 1906  | 1911 | 1921 | 1926 | 1931 | 1936 | 1946 | 1954  |
| ----- | ----- | ---- | ---- | ---- | ---- | ---- | ---- | ----- |
| 1 008 | 1 016 | 996  | 911  | 916  | 885  | 878  | 944  | 1 022 |

| 1962  | 1968  | 1975  | 1982  | 1990  | 1999  | 2006  | 2007  | 2012  |
| ----- | ----- | ----- | ----- | ----- | ----- | ----- | ----- | ----- |
| 1 216 | 1 333 | 2 849 | 4 692 | 6 026 | 6 818 | 6 809 | 6 806 | 6 989 |

| 2017  | 2022  | - | - | - | - | - | - | - |
| ----- | ----- | - | - | - | - | - | - | - |
| 8 192 | 8 534 | - | - | - | - | - | - | - |

#### Pyramide des âges
En 2018, le taux de personnes d'un âge inférieur à 30 ans s'élève à 33,0 %, soit en dessous de la moyenne départementale (37,3 %). À l'inverse, le taux de personnes d'âge supérieur à 60 ans est de 31,2 % la même année, alors qu'il est de 23,8 % au niveau départemental.
En 2018, la commune comptait 4 102 hommes pour 4 349 femmes, soit un taux de 51,46 % de femmes, légèrement supérieur au taux départemental (51,42 %).
Les pyramides des âges de la commune et du département s'établissent comme suit.
| Hommes | Classe d’âge | Femmes |
| ------ | ------------ | ------ |
| 0,7    | 90 ou +      | 1,8    |
| 9,2    | 75-89 ans    | 10,2   |
| 20,0   | 60-74 ans    | 20,3   |
| 19,4   | 45-59 ans    | 20,4   |
| 15,5   | 30-44 ans    | 16,2   |
| 16,7   | 15-29 ans    | 14,8   |
| 18,6   | 0-14 ans     | 16,2   |

| Hommes | Classe d’âge | Femmes |
| ------ | ------------ | ------ |
| 0,6    | 90 ou +      | 1,8    |
| 6      | 75-89 ans    | 8,6    |
| 15,1   | 60-74 ans    | 16,4   |
| 19,4   | 45-59 ans    | 18,8   |
| 20,1   | 30-44 ans    | 19,3   |
| 19,2   | 15-29 ans    | 17,4   |
| 19,5   | 0-14 ans     | 17,6   |

## Lieux et monuments
- L'église Saint-Jacques et Saint-Philippe (XVe siècle, 1840) ;
- Le château des croix (XIXe siècle) ;
- La chapelle de Bongarant (XVe siècle) ;
- La gendarmerie de Sautron ;
- La maison des pèlerins (XVe siècle) ;
- Le logis de la Linière (XVIIe siècle-XVIIIe siècle) ;
- L'ancien manoir de Boistaureau ;
- L'ancien manoir de la Thomasière...

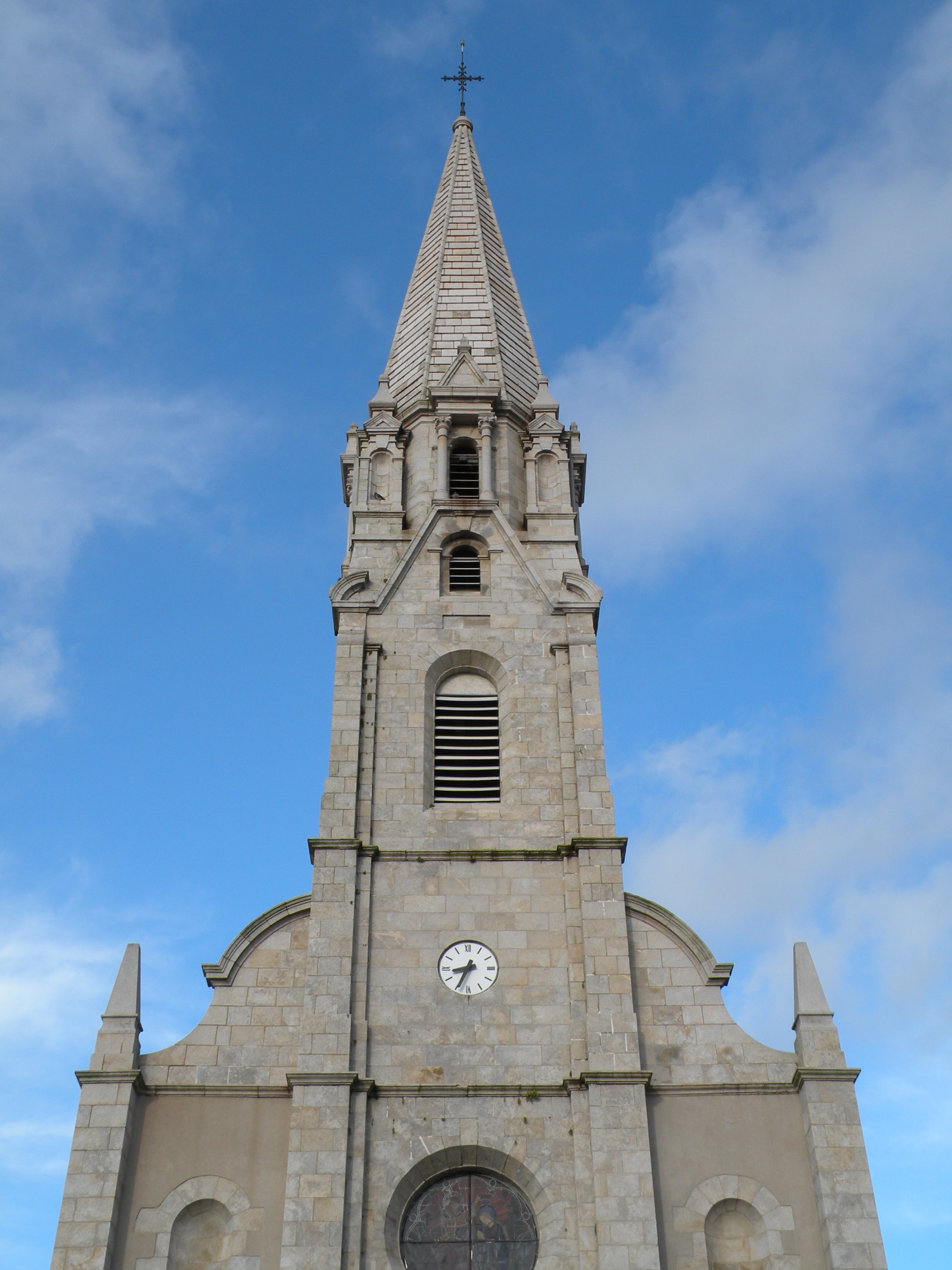
L'église Saint-Jacques et Saint-Philippe de Sautron.
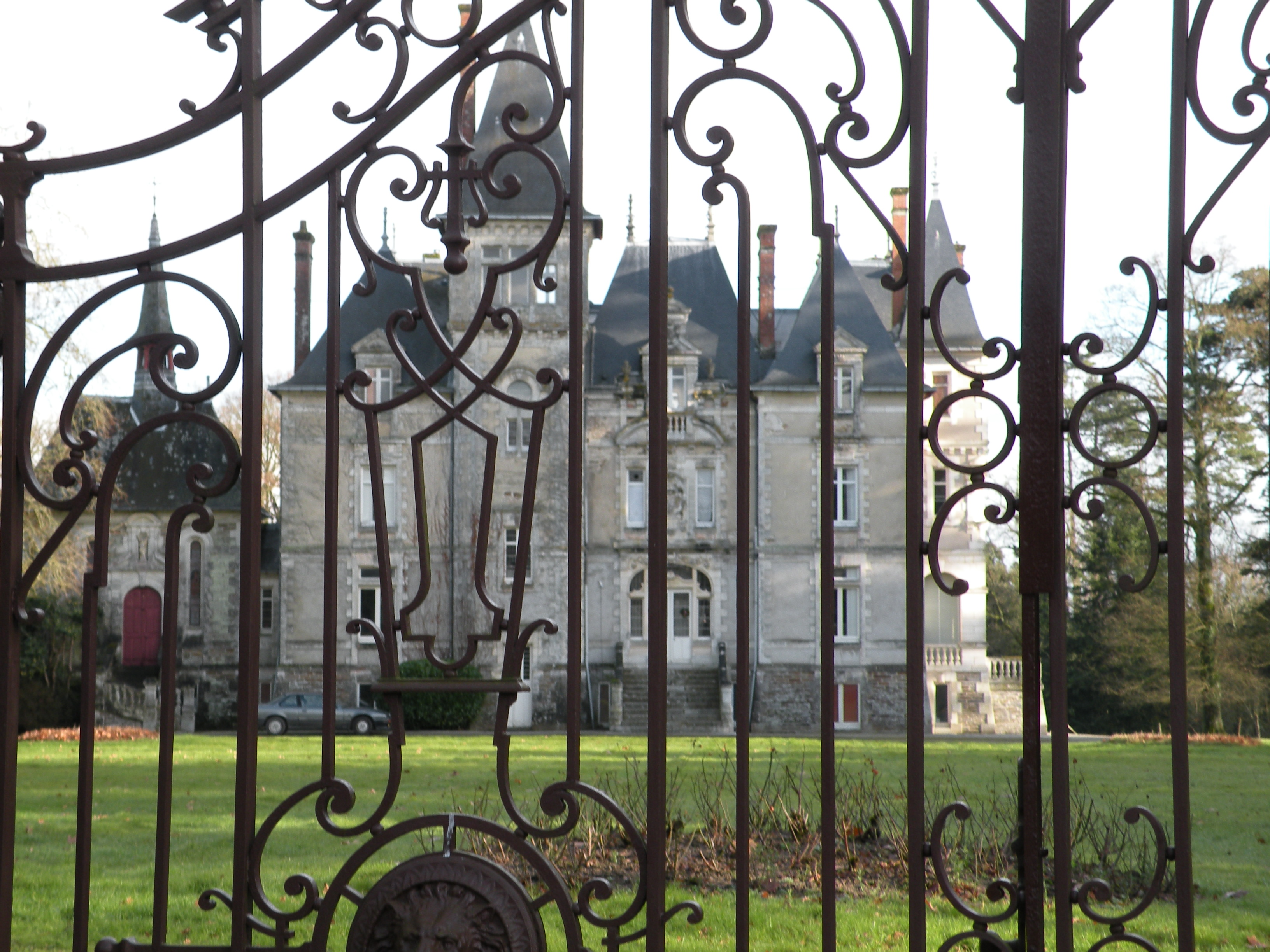
Le château des Croix.
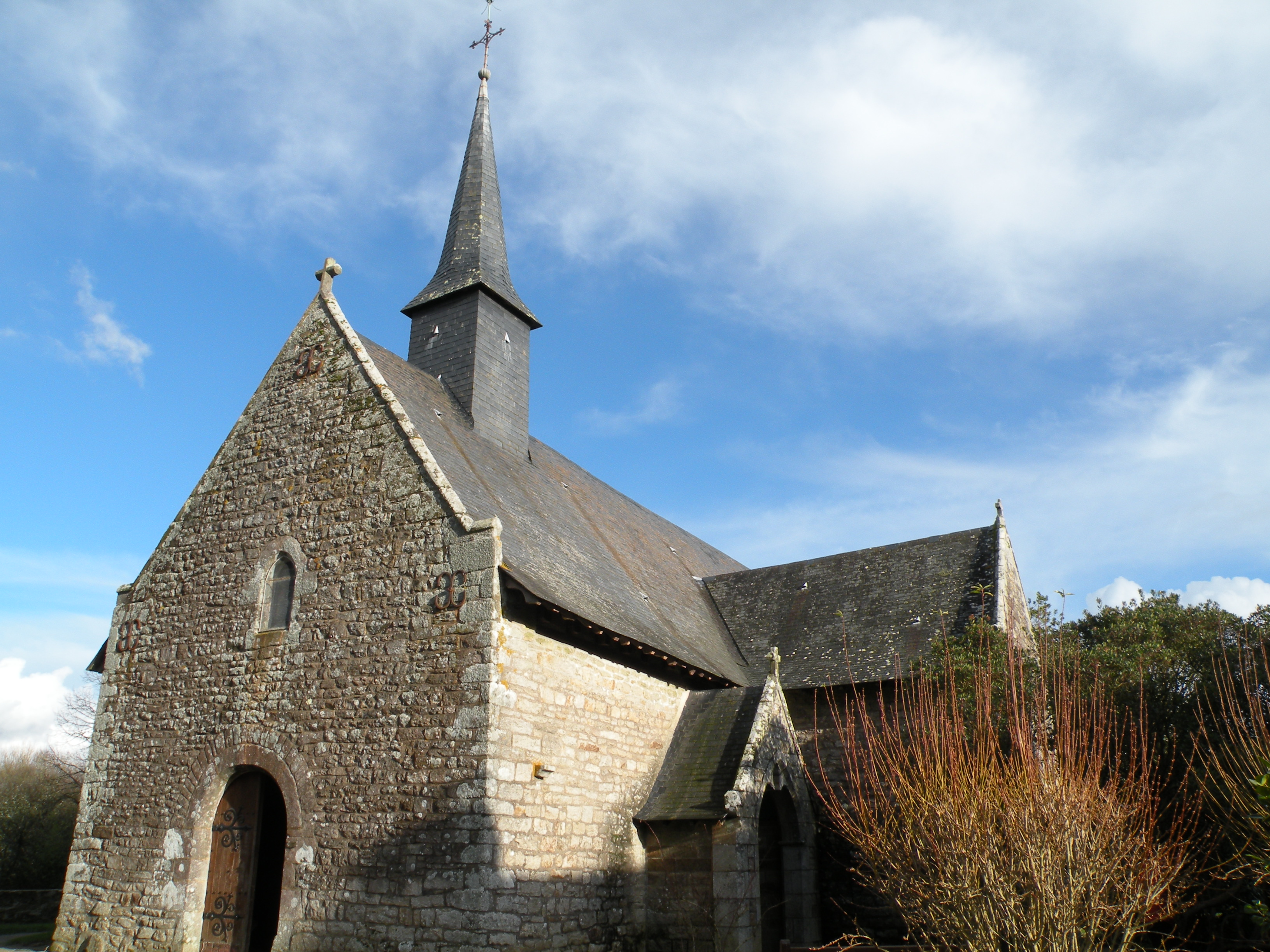
La chapelle de Bongarant.
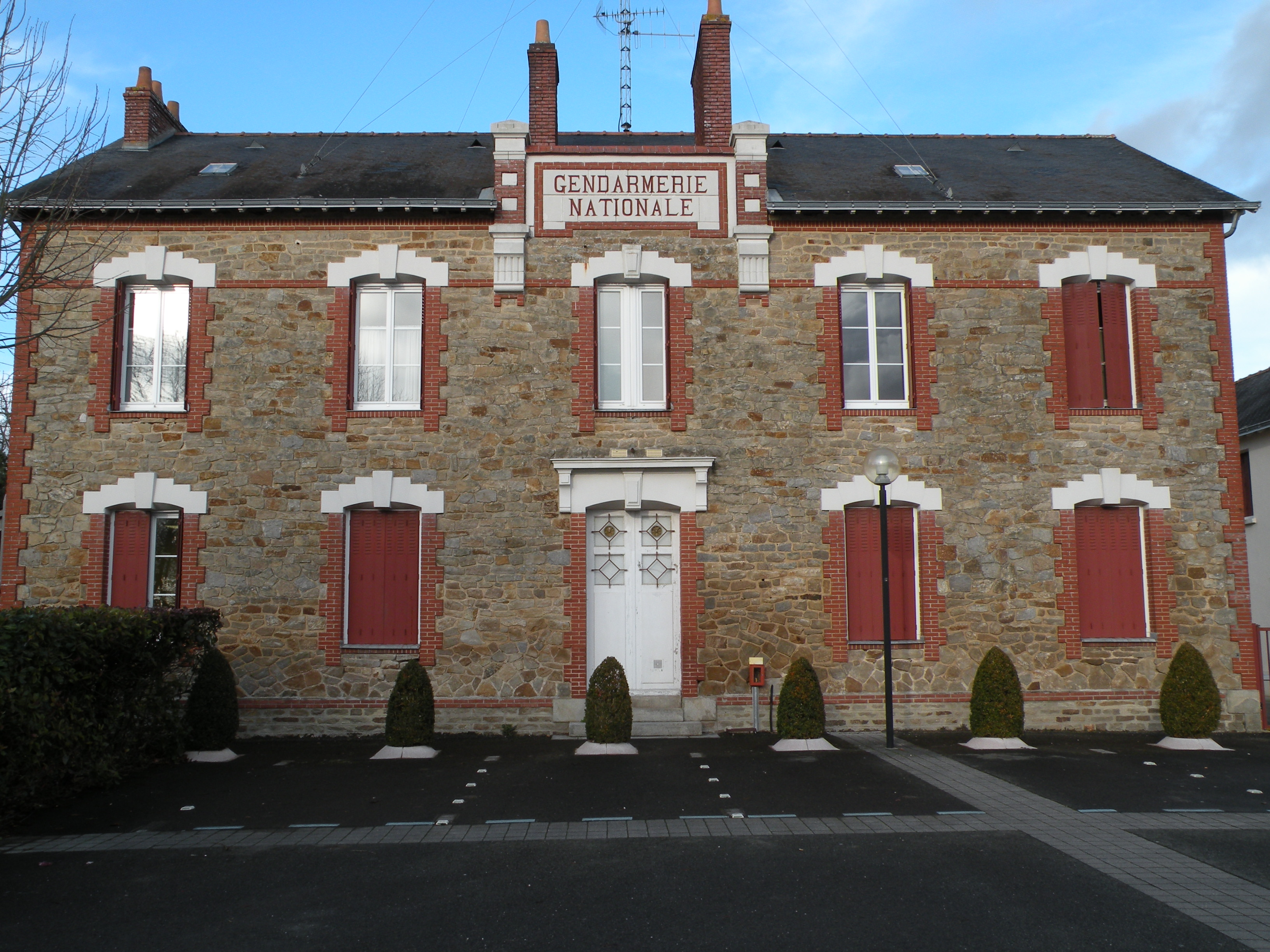
Gendarmerie de Sautron.

## Personnalités liées à la commune
- François II de Bretagne (1435-1488), duc de Bretagne, fit construire la chapelle de Bongarant.
- Valentin Vignard (1840-1917), médecin.
- Pitre de Lisle du Dréneuc (1846-1924), archéologue et premier conservateur du musée Dobrée.
- Maxime Bossis (1955), ancien footballeur[30].
- Eddy Capron (1971), ancien footballeur, entraîneur de l'AS Sautron[31]